# Leszek Rylski

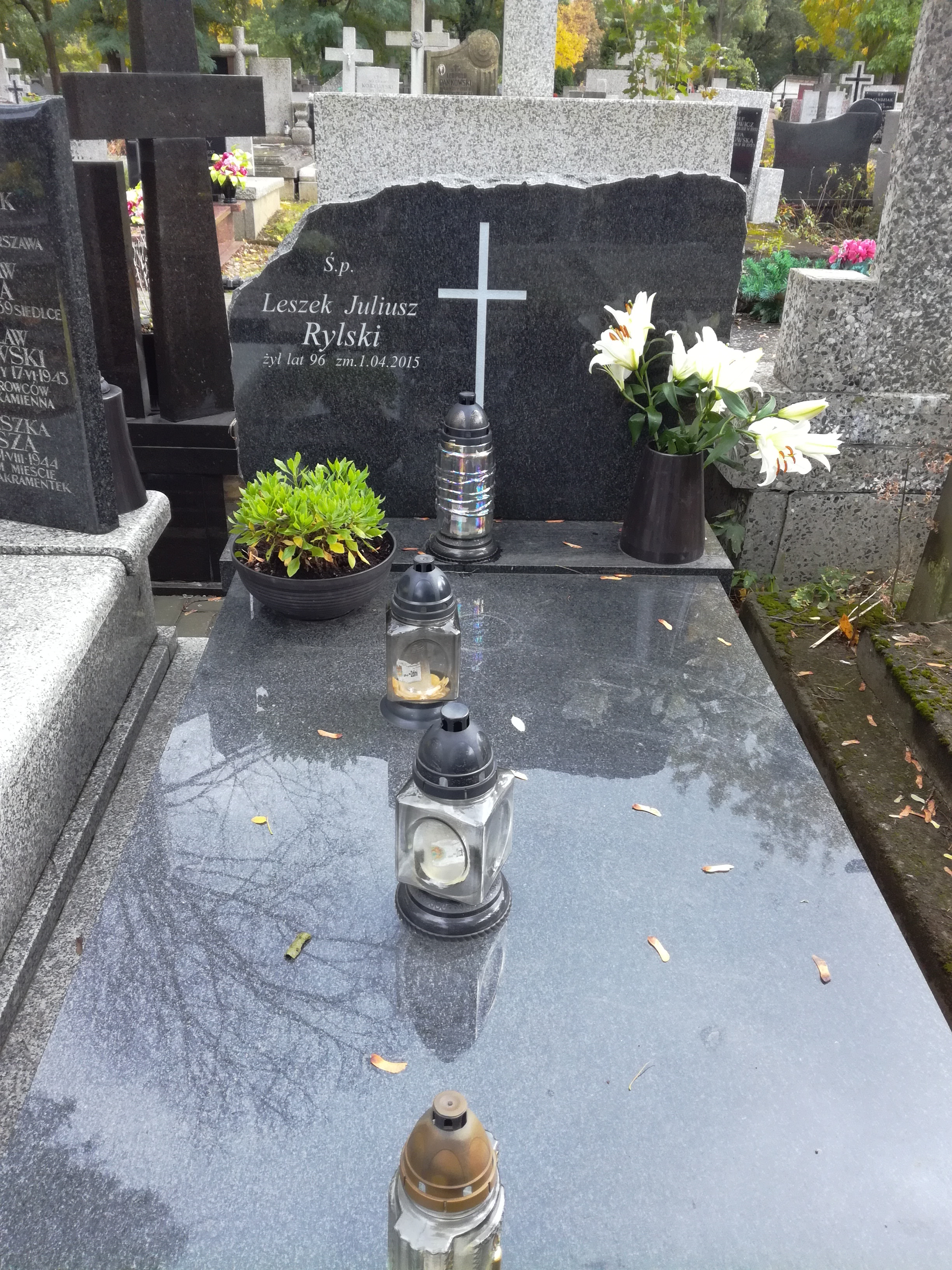
Grób Leszka Rylskiego na cmentarzu Bródnowskim

Leszek Juliusz Rylski (ur. 6 grudnia 1919 w Suwałkach, zm. 1 kwietnia 2015 w Warszawie) – polski piłkarz, działacz piłkarski, członek PZPN i UEFA, wieloletni sekretarz generalny polskiego związku i współzałożyciel europejskiej federacji, powstaniec warszawski. Jedna z najważniejszych postaci w historii polskiej piłki nożnej, członek honorowy PZPN, uhonorowany najwyższym odznaczeniem przyznawanym przez UEFA – Rubinowym Orderem Zasługi (Order of Merit in Ruby). Działał w futbolu przez 78 lat.

## Życiorys
Urodził się czternaście dni przed założeniem Polskiego Związku Piłki Nożnej. Był synem Janiny z domu Maliszewskiej i oficera Zygmunta Rylskiego. Grał w piłkę w Jarosławiu, udało mu się także zdać maturę. Po wybuchu II wojny światowej wstąpił do Związku Walki Zbrojnej. Od stycznia 1940 uczestniczył w podziemnej konspiracji w VI Obwodzie Warszawskiego Okręgu Armii Krajowej na Pradze w plutonie łączności 607. Podczas okupacji grał w drużynie Błysku Warszawa, był też współorganizatorem konspiracyjnych meczów o mistrzostwo miasta. Ukończył tajną szkołę podchorążych. W stopniu sierżanta podchorążego walczył też w powstaniu warszawskim (miał pseudonim San).
Po wyzwoleniu był zawodnikiem robotniczej reprezentacji Polski, grał też w Marymoncie Warszawa, gdzie pracował potem jako działacz i pełnił w nim kilkukrotnie funkcję prezesa. Został członkiem PZPN, prezesował też Warszawskiemu OZPN. W 1954 był jedną z ośmiu osób, które podpisały akt założycielski UEFA. Od czerwca 1956 oraz od 8 do 17 czerwca 1964 i od 6 lipca 1966 do 7 czerwca 1968 był członkiem Komitetu Wykonawczego UEFA (jako pierwszy Polak w historii), będąc jednocześnie łącznikiem pomiędzy PZPN a UEFA. Zasiadał też w komisjach zajmujących się organizacją Pucharu Mistrzów oraz mistrzostw Europy. Był drugim, po Januszu Mallowie – wiceprezesie Komisji Rewizyjnej FIFA w latach 1932–46, Polakiem w międzynarodowych strukturach piłkarskich. W latach 1959–1972 był sekretarzem generalnym PZPN. Wówczas rozpoczął pracę nad uporządkowaniem archiwalii i pamiątek w PZPN, oprawiając wszystkie protokoły z posiedzeń zarządów i komisji, sprawozdania, dokumenty oraz biuletyny FIFA i UEFA. Wszystkie zostały wywiezione na makulaturę przez jednego z jego następców na stanowisku sekretarza. Rylski przez kilkadziesiąt kolejnych lat katalogował wraz z Edmundem Zientarą następne dokumenty.
Postanowieniem prezydenta RP Aleksandra Kwaśniewskiego z 7 listopada 2001 został odznaczony Krzyżem Oficerskim Orderu Odrodzenia Polski Orderu Odrodzenia Polski za wybitne zasługi dla rozwoju sportu piłkarskiego, za działalność społeczną. W 2009 został uhonorowany Rubinowym Orderem Zasługi UEFA (wśród Polaków, prócz niego, wyróżnienie to otrzymał tylko pośmiertnie Kazimierz Górski). Był członkiem Klubu Seniora PZPN, wspierał organizację mistrzostw Europy w 2012, otrzymał też tytuł Honorowego Przyjaciela UEFA EURO 2012. Jeszcze na początku 2012 kierował jedną z komisji związkowych. Mieszkał na Grochowie. W grudniu 2014 otrzymał od prezesa PZPN, Zbigniewa Bońka pamiątkową koszulkę reprezentacji Polski ze swoim nazwiskiem i numerem 95, wtedy też po raz ostatni przemawiał do zebranych członków związku. Zmarł 1 kwietnia 2015 w wieku 95 lat. Pochowany został 10 kwietnia na cmentarzu Bródnowskim (kwatera 36H-2-19).

To ogromna strata dla polskiej piłki. Pożegnaliśmy wielką postać. Najwybitniejszego działacza. W światowych strukturach piłkarskich znali i szanowali go wszyscy. Tak, jak mamy legendarnych piłkarzy, wśród działaczy, Leszek Rylski jest dziesięć długości przed wszystkimi. Był człowiekiem czarującym, bardzo oczytanym, niesamowicie obytym. Do ostatnich chwil bardzo długiego życia był aktywny. Leszek Rylski przeżył piękne życie, które oddał piłce. Mówi się, że nie ma ludzi niezastąpionych, ale pan Leszek na pewno taką osobą jest.